# Kosher.com
Kosher.com — сайт и медиа-компания, специализирующаяся на продуктах питания и образе жизни, предлагающая кошерные рецепты, видео и статьи на своем веб-сайте и в социальных сетях. Запущенный в декабре 2016 года, Kosher.com вырос до более чем 6000 рецептов и более 500 видеороликов. Веб-сайт представляет собой платформу для сбора рецептов, перепечатанных из кулинарных книг, архивов журналов о кошерной еде, и оригинальных рецептов от непосредственных авторов, что делает его самой разнообразной коллекцией кошерных рецептов. Этот сайт особенно известен своими коллекциями рецептов приготовления еды для еврейских праздников, особенно обширным разделом рецептов для праздника Песах, которые соответствуют галахическим критериям кошерности пасхальных блюд, а также включают в себя рецепты на другие праздники, такие как Рош ха-Шана и Ханука.

## Запуск
Kosher.com начал с установления партнерских отношений с еврейскими медиа-компаниями, включая Artscroll, Mishpacha Magazine, Ami Magazine и Binah Magazine, и впервые разместил их популярные кошерные рецепты в Интернете, где каждый может получить к ним доступ.

## Шоу

### Первый сезон
Первый сезон 2017 года включал в себя постоянные шоу, посвященные одному человеку или теме. Джейми Геллер снялась в шоу о том, как ходить за кулисами в кошерных ресторанах, Эсти Вулб провела шоу, посвященное легким семейным рецептам, а также было создано шоу в стиле «руки и сковороды» под названием Shortcuts.

### Второй сезон
В 2018 году большинство предыдущих шоу продолжали выходить. Кроме того, летом стартовал новый формат шоу — кулинарные соревнования Food Fight. Шоу, в котором участвовали женщины-кошерные повара, состояло из четырех раундов, в каждом из которых исключалась участница до тех пор, пока не была выбрана победительница.
Несколько месяцев спустя Kosher.com создал новое шоу с Рори Вайсбергом в главной роли, победителем Food Fight. Ее шоу под названием «Living Full 'n Free» посвящено здоровой кухне.

### Третий сезон
И снова в 2019 году Kosher.com объявил летний кулинарный конкурс. Следуя формату Food Fight, шоу представляло собой серию из четырех раундов на выбывание, но проходило в Окснарде, Калифорния, в кошерном ресторане, и участниками были мужчины. Это решение вызвало некоторую критику со стороны журналистов в Твиттере за то, что в отличие от прошлого года в нем были показаны только мужчины, а не женщины. Еврейский комик Илон Голд был ведущим шоу.
В декабре 2019 года стартовало новое шоу для детей под названием Nosh and Nibble. В первых сериях участвовала 11-летняя Райли Глюк, которая готовила десертные блюда. Шоу рассчитано на детей, и в будущих сериях должны быть представлены и другие дети.

## Выступления гостей
Kosher.com предлагает рецепты от известных авторов кулинарных книг и поваров, включая Майкла Соломонова, Деб Перельман, Эйнат Адмони, Джейми Геллер, Сьюзи Фишбейн, Чани Апфельбаум, Жанну Гур, Гил Маркс, Джоан Натан и Лору Франкель. Адмони и Апфельбаум также появлялись в качестве гостей на видео Kosher.com.